# Towfiq
Towfiq (persisch توفیق) war die erste regelmäßig im Iran erscheinende satirische Wochenzeitschrift.

## Profil
Die Zeitschrift erlebte drei Phasen: Unter dem Gründungsherausgeber Hossein Towfiq war sie eher nationalistisch ausgerichtet; unter dem Sohn Mohammad Ali Tofiq war sie stärker politisch und regierungskritisch ausgerichtet; später konzentrierte sich das Blatt auf reine Satire.

## Geschichte
Im Jahr 1923 erhielt Hossein Towfiq die Lizenz für die Veröffentlichung einer satirischen Zeitschrift. Das Erscheinen der Zeitschrift wurde 1939 mit dem Tod des Herausgebers eingestellt.
Nach der anglo-sowjetischen Invasion des Iran im August 1941 und der darauf folgenden Besetzung des Iran startete der Sohn von Hossein Towfiq, Mohammad Ali Towfig, der die Lizenz von seinem Vater geerbt hatte, mit Hilfe seiner drei Cousins Hassan, Hossein und Abbas Towfiq die Zeitschrift mit einer neuen politischen Ausrichtung. Zahlreiche Redakteure der Zeitschrift waren aktive Mitglieder der auf Anweisung von Josef Stalin neu gegründeten kommunistischen Tudeh-Partei. Das politische Profil der Zeitschrift war satirisch und regierungskritisch ausgerichtet.
Nach dem Sturz Mossadeghs am 19. August 1953 wurde Mohammad Ali Towfiq verhaftet. Hassan, Hossein und Abbas Towfiq gingen zunächst in den Untergrund. Das Erscheinen der Zeitschrift wurde eingestellt. Mohammad Ali Towfiq, der ab 1941 als offizieller Herausgeber registriert war, wurde zu einer Gefängnisstrafe verurteilt, während Hassan, Hossein und Abbas ohne Bestrafung davonkamen.
Vier Jahre später, im Jahr 1957, beschlossen Hassan, Hossein und Abbas die Zeitschrift unter dem Namen Majaley-e Fokai neu aufzulegen. Sie erhielten die entsprechende Lizenz und nachdem Mohammad Ali aus dem Gefängnis freigekommen war, firmierte die Zeitschrift wieder unter ihrem alten Namen „Towfiq“. Die Zeitschrift, die eine Auflage von 35.000 hatte, erreichte bald einen hohen Popularitätsgrad. Von einigen Ausgaben wurden mehr als 100.000 Exemplare verkauft.
In dieser Phase hatte die Zeitschrift ein klares satirisches Profil mit Kaka, einem weisen Narren und seiner Frau Geshniz Khanoum als Protagonisten. Kaka hatte einen Esel und sein Sohn einen kleinen Affen, Mamouli. Ab 1963 „gründeten“ die Herausgeber von Towfiq die Partei der Esel mit den Wahlsprüchen „Esel aller Länder vereinigt Euch!“, „Wir kämpfen für eine Welt, in der auch Esel angemessen leben können!“ und „Wir fordern die Gründung einer Bank für Heu!“.
1971 musste die Zeitschrift ihr Erscheinen einstellen. Die Gründe für das Verbot der Zeitschrift liegen im Dunkeln. Einige vermuten, dass vor allem die vielen Witze über die sexuelle Orientierung von Premierminister Amir Abbas Hoveyda zum Verbot geführt hätten.
Einige Redakteure hatten zu diesem Zeitpunkt die Zeitschrift bereits verlassen und arbeiteten für die antiislamisch ausgerichtete satirische Zeitschrift Asghar Agha.

## Ausgaben
- Neujahrsausgabe 1958 (Band 37 Heft 1)
- Neijahrsausgabe 1959 (Band 38 Heft 1)
- Neujahrsausgabe 1963 (Band 42 Heft 1)
- Neujahrsausgabe 1967 (Band 46 Heft 1)
- Letzte Ausgabe 8. Juni 1971 (Band 50 Heft 12)